# Eutelsat 8 West B
Eutelsat 8 West B ist ein  Fernsehsatellit der European Telecommunications Satellite Organization (Eutelsat) mit Sitz in Paris.
Er wurde am 20. August 2015 um 20:34 UTC mit einer Ariane-5-ECA Trägerrakete vom Raketenstartplatz Centre Spatial Guyanais (zusammen mit Intelsat 34) in eine geostationäre Umlaufbahn gebracht.
Der dreiachsenstabilisierte Satellit ist mit 58 Ku-Band (40 aktiv) und 12 C-Band Transpondern (10 aktiv) ausgerüstet und soll von der Position 8° West aus den mittleren Osten, Afrika und Südamerika mit Fernsehen und Telekommunikationsdienstleistungen versorgen. Der Satellit soll vom europäischen Betreiber von Kommunikationssatelliten Eutelsat zusammen mit Nilesat aus Ägypten insbesondere zur Verbreitung von hochaufgelösten Fernsehprogrammen (auch in 4K Ultra HD) in Nordafrika und den mittleren Osten eingesetzt werden. Er wurde auf Basis des Satellitenbus Spacebus-4000C4 der Thales Alenia Space gebaut und besitzt eine erwartete Lebensdauer von 17 Jahren.